# Ron Taylor (acteur)
Vous lisez un « bon article » labellisé en 2024.
Pour les articles homonymes, voir Taylor et Ron Taylor.
Ron Taylor, né le 16 octobre 1952 à Galveston au Texas et mort le 16 janvier 2002 à Los Angeles en Californie, est un acteur, chanteur et écrivain américain.
Après avoir passé son enfance à Galveston au Texas, il déménage pour New York afin d'intégrer l'American Academy of Dramatic Arts. Une fois diplômé, il commence à obtenir quelques rôles dans des comédies musicales, apparaissant notamment dans The Wiz en 1977, avant d'obtenir une certaine renommée grâce à la production Off-Broadway de 1982, Little Shop of Horrors. Il y incarne Audrey II, la plante tueuse, pendant plus de cinq ans et 2 000 représentations.
En 1994, il crée la revue musicale It Ain't Nothin' But the Blues dans laquelle il joue également. Elle retrace l'histoire du blues depuis son origine africaine jusqu'à son succès américain. Initialement jouée dans les lycées de Denver sous la forme d'une pièce de 45 minutes, la revue est étendue à deux heures et jouée dans tout le pays, jusqu'à Broadway en 1999. La pièce est acclamée par la critique, produite à Broadway pendant huit mois et permet à Ron Taylor de recevoir deux nominations aux Tony Awards.
Ron Taylor a également quelques rôles à la télévision, apparaissant notamment dans La Vie de famille, Les Simpson, Twin Peaks, Star Trek: Deep Space Nine, Ally McBeal et La Loi de Los Angeles. Dans cette dernière série, sa prestation en tant que chanteur interprétant l'hymne national américain The Star-Spangled Banner lors des matchs de baseball, le conduit à réitérer la performance à plusieurs événements sportifs réels.

## Biographie

### Jeunesse
Ronald James Taylor naît le 16 octobre 1952 à Galveston au Texas. Il est le fils de Marian et Robert « Bruno » Taylor et a deux sœurs, Roberta et Frances,,,. Il fréquente le lycée O'Connell et le collège communautaire du comté de Wharton, où il joue dans l'équipe de football et participe à la chorale et au théâtre de l'établissement,. Le professeur de la chorale lui suggère de la rejoindre après l'avoir entendu interpréter une chanson de The Temptations. Préférant la musique au football, à l'âge de 19 ans, il intègre l'American Academy of Dramatic Arts à New York, avec l'intention de devenir chanteur,,.

### Carrière

#### Théâtre

##### Débuts
« Enregistrer dans une cabine m'embêtait au début, parce que j'ai l'habitude d'être sur scène, et quand tu chantes sur scène, il y a de l'espace ouvert : tu peux projeter ta voix jusqu'au fond de la salle. Quand tu es dans ce petit espace, ça te joue un tour psychologique. Tu as l'impression de ne pas avoir d'endroit où chanter. Je devais sans cesse me dire : « D'accord j'ai un micro juste là, je n'ai pas besoin de forcer. Ils peuvent m'entendre. » Mais tu sais, je n'entends rien là-dedans. Je n'entends pas les applaudissements. »

— Ron Taylor, à propos de son rôle dans Little Shop of Horrors.
Ron Taylor, un « baryton-basse à la poitrine large », réalise une grande carrière dans le théâtre musical. Après avoir obtenu son diplôme de l'American Academy of Dramatic Arts, il ne sait pas déchiffrer les partitions et ne connaît que les bases du piano, mais il trouve du travail en tant que chanteur. En 1977, il interprète le Lion peureux dans une production en tournée nationale de The Wiz,,. Par la suite, il incarne le rôle de Great Big Baby dans la production de Broadway de 1978, Eubie! et celui de Caïphe dans une représentation de l'opéra-rock Jesus Christ Superstar.
En 1982, il prête sa voix à Audrey II, la plante tueuse « débrouillarde, funky et machiavélique » qui est un « croisement anthropomorphe entre une mouche vénusienne et un avocat », dans la production originale off-Broadway de la comédie musicale d'humour noir Little Shop of Horrors d'Howard Ashman et Alan Menken,,,. Audrey II est incarnée sur scène par quatre marionnettes de plus en plus grandes, manipulées par Martin P. Robinson, pendant que Ron Taylor est assis dans une cabine à l'arrière de la scène pour prêter sa voix au personnage, se levant pour interpréter ses numéros musicaux,. Les deux restent très proches afin de garantir que « la voix et l'action soient toujours synchronisées » et « développent un lien » qui est « la seule chose qui permette au personnage de vraiment s'épanouir ». Ron Taylor déteste être assis dans la cabine, car cela le fait se sentir déconnecté du public. Ce rôle le fait mieux connaître et est décrit par Jesse McKinley du New York Times comme « un rôle fait sur mesure pour la voix tonitruante de M. Taylor […], il impose rapidement sa marque à la réplique emblématique d'Audrey II : “Nourris-moi, nourris-moi !” ». Les passants utilisent souvent cette réplique pour saluer Ron Taylor lorsqu'ils le croisent. Little Shop of Horrors est jouée plus de 2 000 fois avant de s'arrêter en 1987,. Pour cette performance, Ron Taylor et Martin P. Robinson remportent le prix des meilleurs effets spéciaux aux Drama Desk Awards de 1983,.
En 1984, dans la production du Broadway Theatre de The Three Musketeers, Ron Taylor joue le rôle de Porthos, l'un des trois personnages principaux,. Après quinze représentations en avant-première, la pièce n'est jouée que neuf fois avant d'être arrêtée. Frank Rich écrit que les mousquetaires sont « interprétés de façon professionnelle » par Ron Taylor et ses partenaires Brent Spiner et Chuck Wagner, mais il estime que les trois acteurs « ont peu de dialogue et semblent souvent interchangeables, comme des remplaçants des Trois Stooges ». William B. Collins du Philadelphia Inquirer partage une opinion similaire, affirmant qu'ils « parlent d'une seule voix et se comportent comme des comédiens abandonnés sans bon matériel ».

##### It Ain't Nothin' But the Blues
Ron Taylor crée et joue dans la revue musicale It Ain't Nothin' But the Blues, qui retrace l'histoire de la musique blues de ses origines africaines à son succès américain. Il a l'idée originale de la pièce lorsqu'il interprète le musicien de blues Rufus Payne dans une production de 1987 de Lost Highway, une pièce sur le chanteur Hank Williams au Denver Center for the Performing Arts à Denver au Colorado. Il propose l'idée au metteur en scène Randal Myler, qui l'accepte en 1994. Ron Taylor coécrit la pièce avec Randal Myer, Lita Gaithers, Charles Bevel et Dan Wheetman. Il en est également le producteur associé,,,,. Ron Taylor est le chanteur principal de la pièce et prend également le rôle de narrateur. Ses performances musicales comprennent I'm Your Hoochie Coochie Man, The Thrill is Gone, Blues Man et Let the Good Times Roll. Initialement, la revue dure 45 minutes et est jouée dans vingt-cinq lycées locaux. En raison de son accueil positif, la pièce est étendue à deux heures et cinquante chansons, avec trois personnages ajoutés à la distribution originale, et est jouée régulièrement au Denver Center,.
Ron Taylor décrit le spectacle comme « très cordial », avec le public proche des artistes et explique que « chaque représentation est différente de la précédente en raison des chansons, de ce qu'elles sont. Le blues parle de comment tu te sens aujourd'hui. Un jour, tu es abattu, un autre jour est joyeux et exaltant. On rit tous. La mise en scène de Randy capte cela. C'est toujours si personnel, en intégrant le public dans la pièce ». En plus de la musique africaine, la revue inclut « de la country, du gospel, du vieux blues ou de la musique apalache », avec notamment des morceaux de Patsy Cline, Brenda Lee, Mahalia Jackson, Jimmy Rogers, Nina Simone et Muddy Waters.

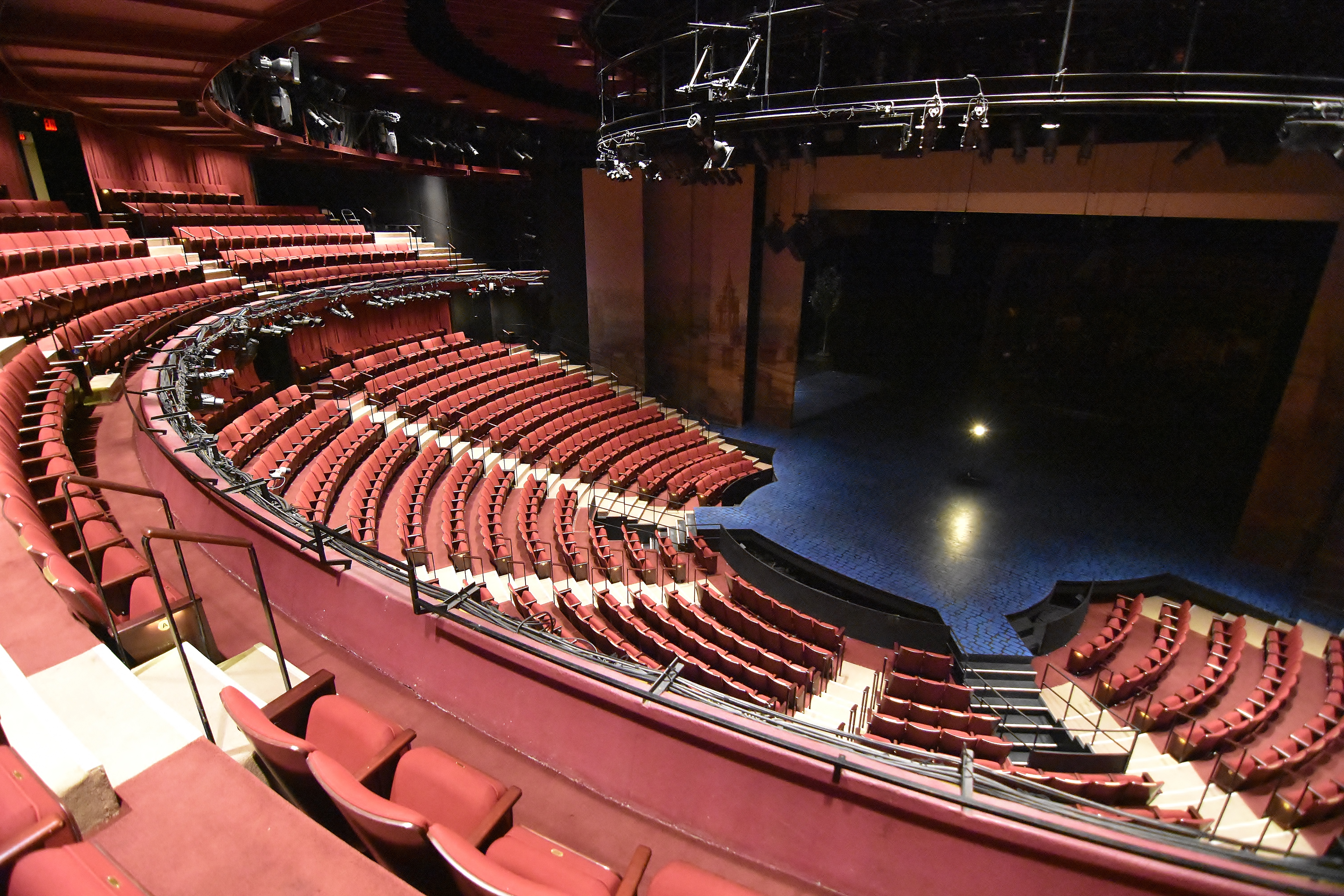
L'intérieur du Vivian Beaumont Theater dans lequel It Ain't Nothin' But the Blues est jouée à partir de mars 1999.

 En 1995, le spectacle est produit pendant un mois au Cleveland Play House, en conjonction avec l'ouverture du Rock and Roll Hall of Fame, avant de partir en tournée dans d'autres théâtres de l'Ohio. En novembre 1998, il est présenté pendant sept semaines au Crossroads Theatre du New Jersey avant d'ouvrir au New Victory Theater du Off-Broadway de New York en mars 1999, produit par le Crossroads Theatre et en association avec le San Diego Repertory Theatre et l'Alabama Shakespeare Festival. Le spectacle est accueilli avec les éloges tant de la part des critiques que du public, et le mois suivant, il déménage au Vivian Beaumont Theater de Broadway,. Lawrence van Gelder, critique du New York Times, écrit que le spectacle offre une « cornucopia de chansons magnifiquement interprétées » et « est un mélange puissant d'éloquence visuelle et de portée historique qui captive l'œil, touche le cœur tout en apaisant l'oreille, provoque parfois le rire et élève toujours le moral ».
Une semaine après son ouverture au Beaumont, le spectacle reçoit quatre nominations aux Tony Awards, avec notamment une pour Ron Taylor dans la catégorie meilleur second rôle masculin dans une comédie musicale et celle du meilleur livre de comédie musicale,. La performance de la distribution lors de la diffusion des Tony Awards sur CBS est écourtée en raison du temps limité, suscitant la controverse, coûtant au spectacle des revenus potentiels et compromettant ses chances de succès. La distribution a la possibilité de se produire deux jours plus tard sur le plateau du Late Show with David Letterman sur la même chaîne, tandis que l'attention des médias et la couverture radio du snobisme des Tony stimulent les recettes du spectacles au cours des deux semaines suivantes. Cela ne dure pas et ne crée pas un « public durable comme les Tony auraient pu le faire », entraînant une baisse de la fréquentation. Une importante campagne de bouche-à-oreille est alors mise en place par les producteurs pour promouvoir le spectacle et celui-ci déménage à l’Ambassador Theatre, où les recettes commencent à atteindre l'équilibre. Le spectacle est arrêté en janvier 2000, après plus de huit mois à Broadway,.
Pour le reste de l'année, It Ain't Nothin' But the Blues tourne de nouveau dans des théâtres régionaux, notamment à Atlanta, à San Diego, ou encore au John F. Kennedy Center for the Performing Arts à Washington, D.C., avant de revenir à New York en août 2000 au B. B. King Blues Club and Grill pour un mois,. Jim Trageser du Press-Enterprise, dans une critique d'une des représentations à San Diego, salue Ron Taylor, affirmant qu'il a « la puissance pulmonaire pour simplement prendre le contrôle de n'importe quel spectacle, surtout du sien » et qu'il « montre une grâce et une agilité surprenantes ainsi que le type de masculinité léonine que possèdent certains grands hommes (Orson Welles, Babe Ruth) ». Le journaliste remarque également l'écriture, la qualifiant de « travail exceptionnel, non seulement dans le choix des chansons, mais aussi dans le choix d'arrangements qui balayent toutes les toiles d'araignée que l'Histoire a déposées sur beaucoup d'entre eux ».
It Ain't Nothin' But the Blues est la plus longue production dans laquelle Ron Taylor a joué, ainsi que sa dernière apparition à Broadway. Il avait prévu une version cinématographique en IMAX et, neuf ans après sa mort, elle est relancée par le New Harlem Arts Theater à l'Aaron Davis Hall sur le campus du City College de New York,.

#### Film, télévision et musique
Ron Taylor joue dans de nombreux programmes télévisés. Il prête sa voix au musicien de jazz Murphy Gencives Sanglantes dans Les Simpson, apparaissant dans l'épisode de la première saison, Ste Lisa Blues et revenant pour la mort du personnage dans l'épisode de la dixième saison, Salut l'artiste,. Il est l'une des premières célébrités invitées à participer à la série. Ron Taylor devait également reprendre le personnage lors de l'épisode Le Dieu du stade de la deuxième saison, mais il est dans l'incapacité d'enregistrer ses répliques à cause d'un déplacement à New York. Selon Keith Phipps du A.V. Club, ce rôle a conféré à Ron Taylor une « immortalité télévisuelle ». Il reprend également son rôle lors de la reprise du titre de Billie Holiday, God Bless the Child dans l'album des Simpson de 1990, The Simpsons Sing the Blues.
Il apparaît également en tant que chef klingon dans Star Trek: Deep Space Nine et joue le rôle de l'instructeur de lutte, le coach Wingate dans Twin Peaks,. Parmi ses autres rôles à la télévision, se trouvent des apparitions dans New York Police Blues, Urgences,  Profiler, La Vie de famille, Papa bricole et Ally McBeal,,,,,. Il obtient également un rôle récurrent dans la série City of Angels et le rôle d'un chanteur de blues dans un épisode en deux parties de Matlock, rôle spécialement écrit pour lui,. Ron Taylor apparaît également dans une vingtaine de films, dont Un fauteuil pour deux, Amos et Andrew, A Rage in Harlem, The Mighty Quinn et Rush Hour 2,,.
Après son apparition en 1991 dans la série La Loi de Los Angeles, où il incarne un chanteur renvoyé par une équipe de baseball pour avoir « embelli » ses interprétations de l'hymne national américain The Star-Spangled Banner, Ron Taylor reçoit plusieurs invitations pour le chanter lors d'événements sportifs réels, bien qu'il ne se soit jamais attendu à rien de tel lorsqu'il accepte le rôle. C'est ainsi qu'il chante l'hymne avant le match de baseball de la Major League entre les Orioles de Baltimore et les Tigers de Détroit le 1er juillet 1991. Sa prestation est finalement différente de celle de son personnage : « La chanson se suffit à elle-même. Je vais juste la chanter de manière directe et c'est tout ». Ron Taylor est remboursé des frais de déplacement et d'hébergement, mais ne perçoit aucune autre rémunération pour sa prestation. Il chante également lors d'un match de hockey de la NHL des Kings de Los Angeles et, le 5 août 1995, il entonne l'hymne avant le match de la MLB entre les Indians de Cleveland et les White Sox de Chicago.
Ron Taylor fait également partie du groupe de blues des Nervis Bros et se produit à travers les États-Unis,. À quelques occasions il chante aussi aux côtés de Billy Joel, Bruce Springsteen, Etta James, Slash et Sheila E..

### Vie privée et décès
Ron Taylor rencontre DeBorah Sharpe en 1977 lors de la production de The Wiz, où elle est la doublure de Dorothy. Ils se marient en 1980 et ont un fils, Adamah,. Durant son temps libre, Ron Taylor prête régulièrement main-forte au George Street Playhouse, notamment dans l'enseignement à des jeunes vulnérables à travers divers projets,. Il déclare : « des choses me sont arrivées comme ça… Je suis reconnaissant ; c'est pourquoi je travaille avec les enfants. J'ai eu une bénédiction dans ma carrière, d'être allé aussi loin que je le suis ». Un article de 1995, publié dans The Plain Dealer, décrit Ron Taylor comme « un joyeux géant, [qui] semble être une force naturelle, une montagne, peut-être, qui peut raconter de grandes histoires ». Ron Taylor est également chrétien.
L'artiste subit un léger AVC en 1999. Il est toutefois en mesure de se produire à nouveau dans It Ain't Nothin' But the Blues, soixante-treize jours plus tard. Il décède d'une crise cardiaque à son domicile de Los Angeles le 16 janvier 2002, à l'âge de 49 ans. Ses funérailles ont lieu le 28 janvier à la New Christ Memorial Church of God in Christ,.

## Filmographie
Sauf indication contraire, les informations mentionnées dans cette section peuvent être confirmées par la base de données cinématographiques IMDb,  présente dans la section « Liens externes ».

### Cinéma
- 1977 : Scott Joplin : le chauffeur de John Stark
- 1983 : Un fauteuil pour deux (Trading Places) : le grand homme noir
- 1984 : Les Guerriers des étoiles (The Ice Pirates) : le robot souteneur
- 1984 : Indiana Jones et le Temple maudit (Indiana Jones and the Temple of Doom) : Lao Che
- 1984 : Exterminator 2 : un homme
- 1987 : Who's That Girl : le premier docker
- 1988 : Astronomy : le père de Johnny
- 1988 : Flic ou Zombie (Dead Heat) : un zombie tué
- 1989 : The Mighty Quinn : Officier McKeon
- 1989 : Collision Course (en) : un travailleur au bowling
- 1989 : Psycho Killer (Relentless) : Capitaine Blakely
- 1989 : Détectives en délire (Second Sight) : Carl
- 1990 : Deux Flics à Downtown (Downtown) : Bruce Tucker
- 1990 : Un ange de trop (Heart Condition) : Bubba
- 1990 : Masters of Menace : un homme à la porte
- 1991 : A Rage in Harlem : Hank
- 1991 : Homère le roi des cabots (Rover Dangerfield) : Mugsy et Bruno
- 1992 : There Goes the Neighborhood : l'homme qui fait des bulles
- 1993 : Amos et Andrew (Amos & Andrew) : Sherman
- 1993 : Deadfall : le bébé
- 2002 : Ritual : Superintendant Archibald

### Télévision
- 1984 : Deux Flics à Miami (Miami Vice) : Linus Oliver (1 épisode)
- 1984 : Robert Klein: Child of the 50s, Man of the 80s : Irving
- 1984 : Rescue at Midnight Castle : Scorpan
- 1984 : 3-2-1 Contact : le prêteur sur gages (1 épisode)
- 1987 : The Comic Strip : voix additionnelles (2 épisodes)
- 1988 : Tribunal de nuit (Night Court) : Cal le préposé (1 épisode)
- 1988 : Le Monstre évadé de l'espace (Something Is Out There) : un gardien (1 épisode)
- 1988 : Annie McGuire : un grand homme (1 épisode)
- 1989 : Un flic dans la mafia (Wiseguy) : Monroe Blue (2 épisodes)
- 1989 : The Tracey Ullman Show : le machiniste (1 épisode)
- 1989-1990 : Matlock : Deacon Holmes et Tyler Mullins (4 épisodes)
- 1990 : China Beach : sous-officier de la restauration (1 épisode)
- 1990 : People Like Us : un homme au rassemblement de la victime
- 1990 : Code Quantum (Quantum Leap) : David Harper (2 épisodes)
- 1990-1991 : Twin Peaks : Coach Wingate (2 épisodes)
- 1990-1993 : La Vie de famille (Family Matters) : Darnell Coleman et pasteur Peeble (3 épisodes)
- 1990-1995 : Les Simpson (The Simpsons) : Murphy Gencives Sanglantes (2 épisodes)
- 1991 : Amen : Haricot vert (1 épisode)
- 1991 : La Loi de Los Angeles (L.A. Law) : Elliot Miller (1 épisode)
- 1991 : Fever : Merton
- 1991 : Papa bricole (Home Improvement) : Kyle (1 épisode)
- 1992 : My Little Pony Tales : Scorpan
- 1992 : Vinnie & Bobby : Stanley (7 épisodes)
- 1992 : Batman (Batman: The Animated Series) : un infirmier (1 épisode)
- 1993 : Jazz dans la nuit (Lush Life) : un secrétaire
- 1993 : A Cool Like That Christmas : le révérend
- 1993 : Where I Live : le père Noël (1 épisode)
- 1993-1994 : Star Trek: Deep Space Nine : le chef klingon (2 épisodes)
- 1993-1997 : New York Police Blues (NYPD Blue) : le chauffeur de bus et un prisonnier (2 épisodes)
- 1994 : Le Prix de la vengeance (In the Line of Duty: The Price of Vengeance) : Reddick
- 1994 : The George Carlin Show : Norman (1 épisode)
- 1994 : Urgences (ER) : Bob (1 épisode)
- 1994 : Drôles de monstres (Aaahh!!! Real Monsters) : Ibalo (1 épisode)
- 1998 : Profiler : Gros Chat (1 épisode)
- 1999 : Ally McBeal : un chanteur au bar (1 épisode)
- 2000 : City of Angels : Lester Bell (3 épisodes)

### Jeu vidéo
- 1999 : Ready 2 Rumble Boxing : voix additionnelles